# Trnovac (Gospić)
Trnovac je naselje u Hrvatskoj, u Ličko-senjskoj županiji. 

## Zemljopis
U sastavu je grada Gospića.

## Povijest
Knez ražanački Jerko Rukavina zajedno je s knezom vinjeračkim Dujmom Kovačevićem poveo 1683. Hrvate iz skupine Bunjevaca u Bag (današnji Karlobag). Nekoliko godina poslije, 1686. poveli su svoje Bunjevce u Liku. Put kojim su poveli svoj narod bio je preko prijevoja Baških vrata, a smjestili su se u četirima selima: Brušanama, Trnovcu, Smiljanu i Bužimu.

## Stanovništvo
- 1971. – 403 (Hrvati – 400, Srbi – 1, Jugoslaveni – 1, ostali – 1)
- 1981. – 270 (Hrvati – 258, Srbi – 3, Jugoslaveni – 1, ostali – 8)
- 1991. – 233 (Hrvati – 216, Srbi – 2, ostali – 15)
- 2001. – 127
- 2011. – 96[5]

| broj stanovnika | 980   | 1051  | 819   | 721   | 744   | 717   | 711   | 690   | 612   | 583   | 482   | 403   | 270   | 233   | 127   | 96    | 41    |
|                 | 1857. | 1869. | 1880. | 1890. | 1900. | 1910. | 1921. | 1931. | 1948. | 1953. | 1961. | 1971. | 1981. | 1991. | 2001. | 2011. | 2021. |

## Poznati stanovnici
- Karlo Brkljačić, hrv. političar, HSS
- Jerko Rukavina, rodonačelnik plemićke obitelji Rukavina Vidovgradskih
- Matija Rukavina, general Habsburške vojske
- Juraj Rukavina Vidovgradski, general Habsburške vojske
- Ivan Trnovac Ratković, podmaršal austro-ugarske vojske

## Crkva
Župna crkva Sv. Nikole Blaženoga, sagrađena 1880. godine.
Kapelica Gospe Žalosne do koje vodi Križni put s 14 postaja.

## Galerija
- Kuće u Trnovcu
- Trnovac i Velebit
- Pogled na Ličko polje
- Pogled prema zapadu

## Vanjske poveznice
- Trnovac - kolijevka znamenitog roda Rukavina  Arhivirana inačica izvorne stranice od 3. prosinca 2013. (Wayback Machine)